# مارك كوران
مارك كوران (بالإنجليزية: Mark Curran)‏ هو محامي أمريكي، ولد في 1963.